# Gemeinsame Regierung (Schleswig-Holstein)

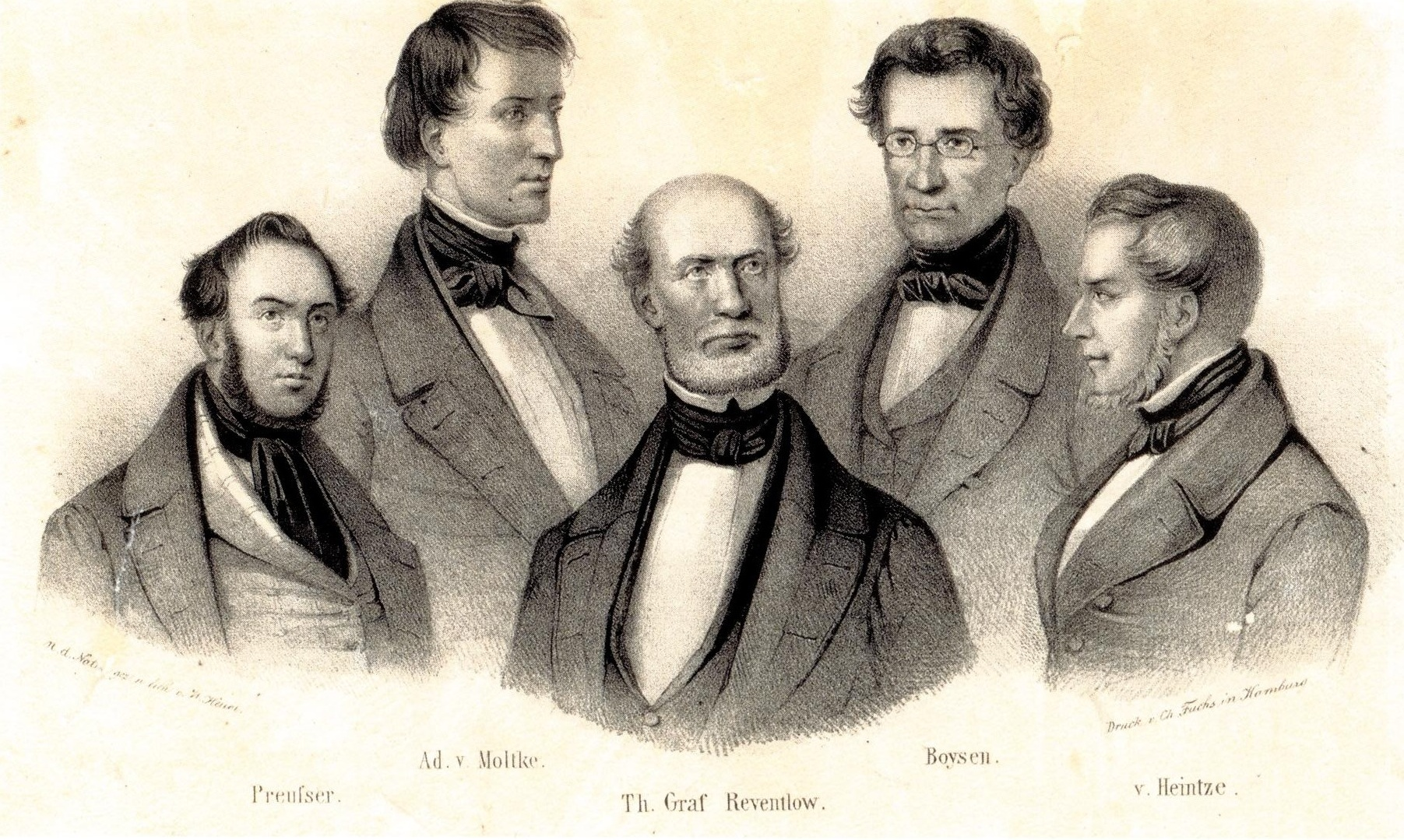
Gemeinsame Regierung 1849

Die Gemeinsame Regierung war die Regierung in Schleswig-Holstein vom 23. Oktober 1848 bis 27. März 1849.
Während der Märzrevolution 1848 hatte sich die Provisorische Regierung als Exekutive in Schleswig-Holstein gebildet. Diese forderte unter anderem die Vereinigung der beiden Herzogtümer Schleswig und Holstein und die Aufnahme eines geeinten Schleswig-Holsteins in den Deutschen Bund, dem der Deutsche Bund jedoch nicht nachkam.
Der Konflikt um das nationale Selbstbestimmungsrecht der Bevölkerung der in Personalunion mit Dänemark verbundenen Herzogtümer Schleswig und Holstein führte im Frühjahr 1848 zum Schleswig-Holsteinischen Krieg. Mit dem Vertrag von Malmö vom 26. August 1848 wurde ein Waffenstillstand und die Ablösung der Provisorischen Regierung durch eine gemeinsame deutsch-dänische Regierung beschlossen. Die Gemeinsame Regierung sollte aus fünf Mitgliedern bestehen. Zwei Minister für das Herzogtum Schleswig sollten vom dänischen und zwei für das Herzogtum Holstein vom preußischen König bestimmt werden. Der Fünfte, der gleichzeitig Präsident der Regierung werden sollte, sollte gemeinsam benannt werden. 
Preußen und Dänemark einigten sich zunächst auf Karl von Moltke als Präsidenten. Moltke war Befürworter des Dänischen Gesamtstaates und stand außerhalb der beiden nationalliberalen Lager. Als Minister wurden Ernst Heintze, Thomas Prehn, Friedrich Boysen und A. F.W. Preusser ernannt. Diese weigerten sich jedoch unter Moltke in eine Regierung einzutreten. 
Auch die Provisorische Regierung, die infolge des Vertrages von Malmö am 26. August 1848 hätte zurücktreten sollen, widersetzte sich dem Abkommen. Die Nationalversammlung in Frankfurt lehnte den Vertrag von Malmö am 5. September ebenfalls zunächst ab. Erst am 16. September gab das Parlament seine Zustimmung, was in Folge mit zur Frankfurter Septemberrevolution führte.
Die dänische Regierung berief daraufhin am 18. September 1848 mit Friedrich Johannsen und Jørgen Hansen zwei neue Minister für Schleswig. Die preußische Regierung dagegen wünschte den Rücktritt Moltkes, ehe eine neue Regierungsbildung vorgenommen werden sollte. Erst im Oktober 1848 einigten sich beide Seiten auf eine neue Gemeinsame Regierung unter Leitung von Theodor von Reventlow. Daraufhin erklärte Wilhelm Beseler am 19. Oktober vor der Landesversammlung den Rücktritt der Provisorischen Regierung zum 22. Oktober 1848. 
Einen Tag später konstituierte sich dann die neue Gemeinsame Regierung. Da diese jedoch die Gesetze, Verordnungen und auch das Staatsgrundgesetz der Provisorischen Regierung weiter anwandte, geriet sie bald in Konflikt mit der dänischen Regierung, die schließlich an den unter Moltke berufenen Ministern als Immediatkommission festhielt. Sowohl die neue Gemeinsame Regierung als auch die Immediatkommission blieben bis zur Kündigung des Waffenstillstands im März 1849 bestehen. Die Immediatkommission verwaltete jedoch faktisch nur die Insel Alsen, Ærø und einen kleinen Teil des Festlandes. Am 27. März 1849 übernahm die von der Provisorischen Zentralgewalt ernannte Statthalterschaft die Regierungsgeschäfte.

## Regierungsmitglieder
Regierungsmitglieder waren ab Oktober 1848:
| Minister                             | Ressort   | Anmerkung                           |
| ------------------------------------ | --------- | ----------------------------------- |
| Theodor Graf von Reventlow           | Präsident | zu Jersbek                          |
| Paul Johann Friedrich Boysen         |           | Landvogt in Heide                   |
| Josias Friedrich Erdmann von Heintze |           | Amtmann in Bordesholm               |
| Alexander Friedrich Wilhelm Preusser |           | Oberappellationsgerichtsrat in Kiel |
| Adolf Bernhard W. Erdmann von Moltke |           |                                     |